# Vlag van Jouswier

Vlag van Jouswier

De vlag van Jouswier is de dorpsvlag van het Nederlandse dorp Jouswier, in de Friese gemeente Noardeast-Fryslân. De vlag werd in 1988 geregistreerd.
De dorpsvlaggen van 28 dorpen in Dongeradeel werden op 28 januari 1988 goedgekeurd door de gemeenteraad van de vroegere gemeente Dongeradeel.

## Beschrijving
De beschrijving van de vlag is als volgt:
Vluchtschuin gedeeld van wit en groen; in het wit een rode staande sleutel met de bek naar boven en naar de vluchtzijde toegekeerd.
De kleuren zijn afkomstig van het dorpswapen.

## Symboliek

Sleutel: de sleutel is een symbool voor Petrus, patroonheilige van de Petruskerk van Jouswier. De kleurstelling is ontleend aan zowel het wapen van het bisdom Utrecht als aan het wapen van Oostergo.
- Groen vlak: verwijst naar de met gras begroeide terp.[4]